# Jozafat Bulhak
Jozafat (Ignacije) Bulhak (bjelorus. Ігнацій Іасафат Булгак; Brest, 20. travnja 1758. – Sankt-Peterburg, 25. veljače 1838.) bio je episkop Rusinske unijatske Crkve u Ruskom Carstvu. Imao je titulu metropolita kijevskog, galicijskog i sve Rusi. Nakon njegove smrti, Rusinska unijatska Crkva pripojena je Ruskoj pravoslavnoj Crkvi, čime je on postao posljednji poglavar Rusinske unijatske Crkve.